# Oswald Hempel
Oswald Hempel (* 4. Mai 1895 in Dresden; † 13. Februar 1945 ebenda) war ein deutscher Puppenspieler.

## Leben und Werk
Der 1895 geborene Hempel wurde als „Dresdner Kasperle“ bekannt und war einer der ersten, die das Medium des Puppenspiels in den Dienst einer konkreten Sache – in seinem Fall in den des sächsischen Heimatschutzes – stellten. Neben berühmten Kollegen wie Max Jacob („Hohnsteiner Kasper“), Walter Büttner („Der Heidekasper“) und Otto Schulz-Heising („Ulenspeegel“) war er einer derjenigen, die das deutsche Puppenspiel kultivierten, es vom Jahrmarkt herunterholten und als anerkannte Theaterform etablierten.
Der Zeit der wirtschaftlichen und sozialen Depression und des Nationalsozialismus begegnete er mit einem seiner Leitworte: „Man muß die Menschen froh machen.“ So spielte er von der Bühne herab einen leisen Protest, baute aktuelle Ereignisse und lokale Gegebenheiten immer wieder gekonnt in seine Aufführungen ein und scheute sich auch nicht, den Kasper eine zerknüllte Zeitung ins Publikum werfen zu lassen mit der Aufforderung, man solle sich doch bitte selbst ein Bild von den Dingen machen. Gewiss war Hempel kein Widerstandskämpfer im klassischen Sinne, wohl aber jemand, der mit den Mitteln von Kultur, Kunst und Lebensstil ein Gegengewicht zu den dumpfen Parolen der Nationalsozialisten zu schaffen versuchte, vergleichbar vielleicht mit der Swingjugend, die zu Jazz-Klängen gegen den verordneten Gleichschritt antanzte.

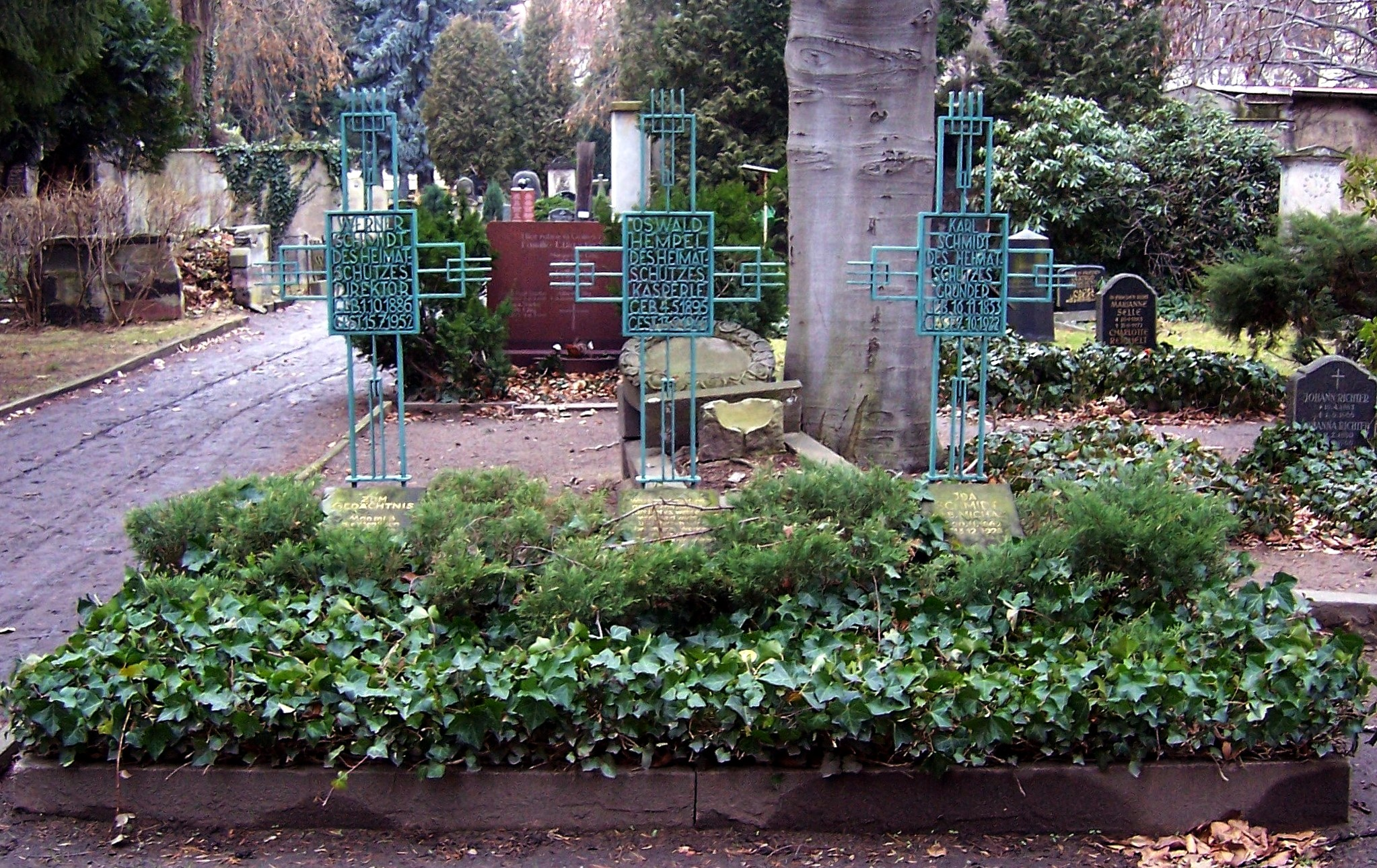
Gedenkkreuz für Oswald Hempel (Mitte) auf dem Inneren Neustädter Friedhof

Fotos zeigen Hempel mit seinen modellierten Handpuppen als einen hinter seinen Figuren zurückgenommenen Mann. Er publizierte – teils im Selbstverlag, teils beim Leipziger Verlag Strauch – eine Reihe seiner Stücke in Form von Textheften, darunter klassische Kasperstücke, Heimatschutzspiele und Adaptionen bekannter Märchen wie z. B. „Rumpelstilzchen“. Bei den selbstverlegten Heften bewies sich Hempel außerdem als hervorragender Zeichner, der seine Titelseiten selbst illustrierte.
Am 13. Februar 1945 verbrannte Oswald Hempel während der Luftangriffe auf Dresden in den Räumlichkeiten seiner Stammspielstätte, dem Kurländer Palais; auch seine gesamte Bühnenausstattung wurde Opfer der Flammen, sodass heute nur noch wenige Erinnerungsstücke an diesen bemerkenswerten Puppenspieler existieren. Auf dem Inneren Neustädter Friedhof in Dresden befindet sich heute die „Gedenkstätte Sächsischer Heimatschutz“: Drei grün gestrichene Metallkreuze erinnern an Hempel und zwei seiner Mitstreiter, die darunter liegende Grabstätte ist allerdings leer – der Leichnam des Puppenspielers wurde nie gefunden.

## Werke (Auswahl)
- Im Selbstverlag Oswald Hempel (um 1930)

1. Grün ist die Heide
2. Rumpelstilzchen
3. Los Nr. 4311 oder: Der böse Geist Lumpazi-Vagabundus
4. Das Märchen vom Hasen, der goldene Eier legte
5. Die lustige Geschichte vom Kasper, der immer niesen mußte
6. Märchen von der verlorenen Zahnbürste
7. Das Märchen vom Froschkönig
8. Räuberkarl und Räuberliesel
9. Das alte Puppenspiel vom Totentanz

- Das Räuberwirtshaus im Walde oder Ende gut, alles gut. Ein Kasperlespiel in drei Bildern (Das Dresdner Kasperl, Heft 1). Verlag Arwed Strauch, Leipzig, 1931.
- Lügenhansel oder das Märchen von der bösen Hexe Pampelmeier. Ein Kasperlespiel in drei Bildern (Das Dresdner Kasperl, Heft 2). Verlag Arwed Strauch, Leipzig, 1931.
- Das Märchen vom armen gefangenen Rotkehlchen. Ein Kasperlespiel in drei Bildern (Das Dresdner Kasperl, Heft 3). Verlag Arwed Strauch, Leipzig, 1931.
- Das Elisabeth-Spiel: Ein Volksstück. Verlag Arwed Strauch, Leipzig, 1931.
- 10 Jahre Puppenspieler. Ein Buch für fröhliche Menschen, Selbstverlag, Dresden 1934.
- Der Hase, der goldene Eier legte. Ein Puppenspiel vom Dresdner Kasperle Oswald Hempel (Zehn lustige Kasperstücke für Kinder bis zu 90 Jahren und darüber). Dresden, 1938.
- Bühnenmanuskript "Das Märchen vom armen gefangenen (Rotkehlchen) Waldmäuslein. Ein Kasperlespiel in drei Bildern" (Das Dresdner Kasperl, Heft 3). Exemplar mit zahlreichen handschriftlichen Änderungen, geändertem Titel und Anmerkungen von Alexander Rötzsch und einem Zensurvermerk: "Genehmigt 22.8.47 Kreisrat Rochlitz, Amt für Volksbildung - Kreiskulturamt".